# Saint-Paul-de-Varax
Saint-Paul-de-Varax is een gemeente in het Franse departement Ain (regio Auvergne-Rhône-Alpes). De plaats maakt deel uit van het arrondissement Bourg-en-Bresse. Saint-Paul-de-Varax telde op 1 januari 2022 1.637 inwoners. 

## Geografie
De oppervlakte van Saint-Paul-de-Varax bedroeg op 1 januari 2022 25,97 vierkante kilometer; de bevolkingsdichtheid was toen 63 inwoners per km².
De onderstaande kaart toont de ligging van Saint-Paul-de-Varax met de belangrijkste infrastructuur en aangrenzende gemeenten.

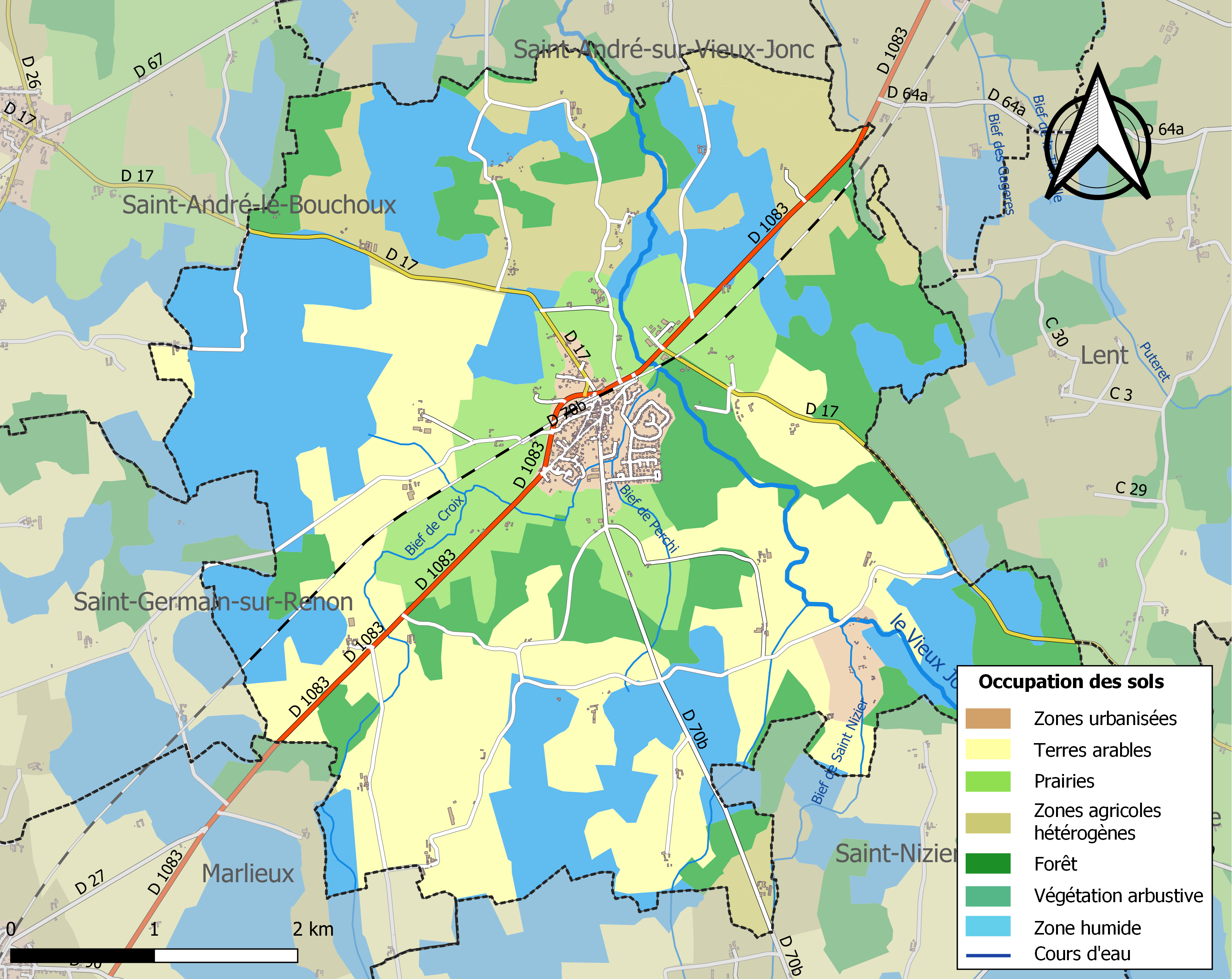

## Demografie
Onderstaande figuur toont het verloop van het inwonertal (bron: INSEE-tellingen).

Vanwege een beveiligingsprobleem met de MediaWiki Graph-software is het momenteel niet mogelijk deze grafiek weer te geven. Zodra de software is bijgewerkt zal de grafiek vanzelf weer zichtbaar worden.

## Afbeeldingen

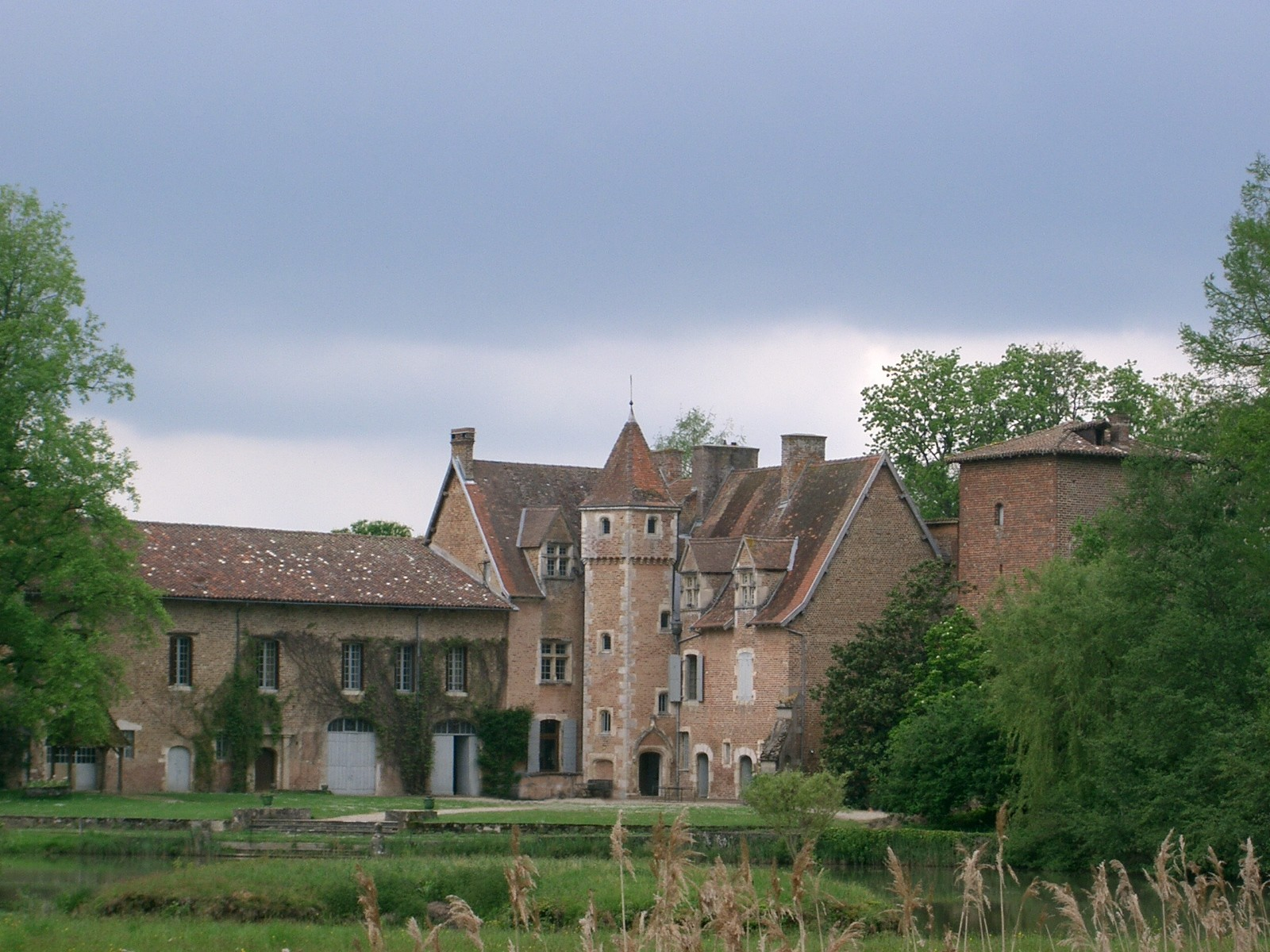
Kasteel van Saint-Paul de Varax
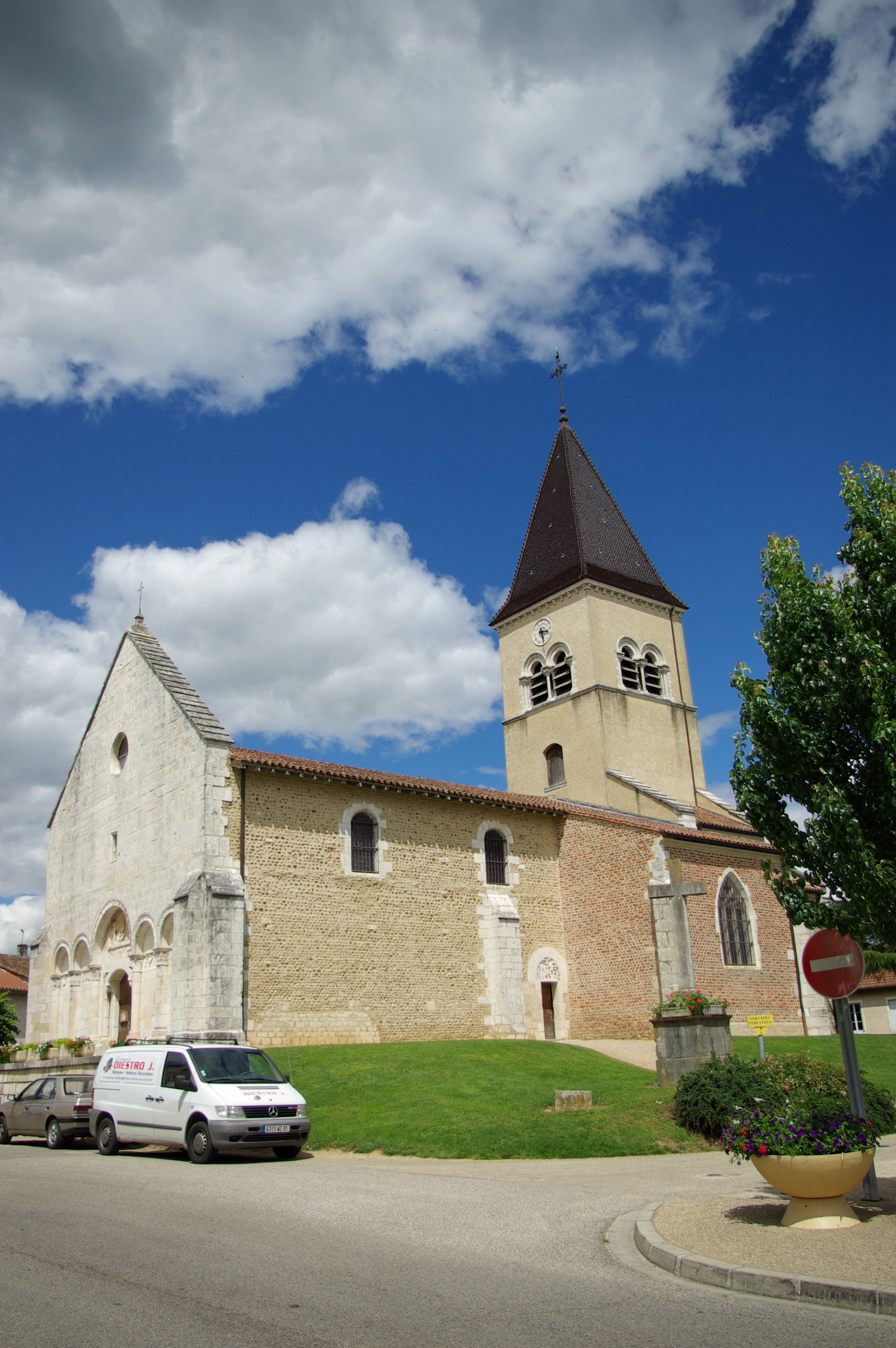
Dorpskerk